# Loterie
Loterie este o formă de joc de noroc, care presupune extragerea de bilete în vederea câștigării de premii.

## Loteria în România
Prima loterie este mentionata in Bucuresti pe la 1793, cand un austriac pe nume Baltazar a obtinut aprobarea domnului Alexandru Moruzi sa organizeze o loterie.
Treptat, romanii au inceput sa joace la diverse loterii straine, in lipsa unui sistem propriu de joc.
Jocurile de noroc si pariurile erau mentionate si in Codul Callimachi (Iasi, 1816-1817) si in Legiuirea lui Caragea (Bucuresti, 1818).
Prin anul 1830, in Muntenia si in Moldova au inceput tragerile pentru case, aici fiind puse in joc locuinte sau pravalii pe care proprietarii nu le puteau vinde altfel.
Investind doar cativa galbeni, romanii puteau castiga case, terenuri sau vii, chiar si bijuterii sau obiecte de arta care se puneau in joc la loterie.

## Analiza matematică
Șansele de a câștiga un jackpot la loto pot varia foarte mult în funcție de designul loteriei și sunt determinate de mai mulți factori, inclusiv numărul de numere posibile, numărul de numere câștigătoare extrase, dacă ordinea este semnificativă și dacă numerele extrase sunt returnate pentru posibilitatea unei noi extrageri.
Multe loterii au jackpoturi progresive. După fiecare extragere în care nu se câștigă jackpotul, o sumă mare de bani este "reportată" la jackpot pentru următoarea extragere.
Într-o loterie simplă 6 din 49, jucătorul selectează șase numere de la 1 la 49 (nu sunt permise dublurile). Dacă toate cele șase numere de pe biletul jucătorului se potrivesc cu numerele de la extragerea oficială (indiferent de ordinea în care cad numerele), jucătorul devine câștigătorul jackpot-ului. La o astfel de loterie, șansa de a câștiga jackpot-ul este de 1 la 13983.816.
La loteriile cu bilă bonus, unde bila bonus este obligatorie, șansele sunt adesea chiar mai mici. La loteria Mega Millions din mai multe state din Statele Unite ale Americii, 5 numere sunt extrase dintr-un grup de 70 de persoane și 1 număr este extras dintr-un grup de 25, iar un jucător trebuie să colecteze toate cele 6 bile pentru a câștiga premiul cel mare. Șansa de a câștiga jackpotul este de 1 la 302575.350.
Șansele de câștig pot fi, de asemenea, reduse prin creșterea grupului din care sunt extrase numerele. La SuperEnalotto din Italia, jucătorii trebuie să ghicească 6 numere din 90. Șansa de a câștiga jackpot-ul este de 1 la 622614.630.
Majoritatea loteriilor oferă premii mai mici pentru potrivirea doar a unor numere câștigătoare, cu un premiu mai mic pentru mai puține potriviri. Deși niciunul dintre aceste premii suplimentare nu afectează șansele de a câștiga jackpotul, ele cresc șansele de câștig și, prin urmare, cresc ușor prețul biletului.